# Рижское направление Московской железной дороги
Рижское направление — железнодорожная линия от Рижского вокзала Москвы до станции Муравьёво. Проходит через города Красногорск, Дедовск, Истра, Волоколамск, Зубцов и Ржев. Длина линии 242 километра. Линия от станции Муриково до Посинь (Граница Латвии и РФ) относится к Октябрьской железной дороге. Построена как часть Московско-Виндавской железной дороги.
По линии следуют пригородные поезда, связывающие запад Московской и Тверской области с Москвой и с югом области (через Алексеевскую соединительную линию по Курскому направлению).

## История

### 1901—1917 годы
Указ Николая II о строительстве Московско-Виндавской линии «Обществом Московско-Виндаво-Рыбинской железной дороги» был подписан 21 мая 1897 года с третьим дополнением к уставу общества. Само строительство началось весной 1898 года. Строительство велось по упрощённым техническим условиям, что было связано с малым финансированием и ограниченным временем на постройку из-за проблем, возникших при выкупе земель вдоль трассы будущей дороги у частных лиц. В частности, на территории современной Московской области было построено большое количество обходов естественных препятствий Клинско-Дмитровской гряды, поэтому железная дорога отличается особой извилистостью.

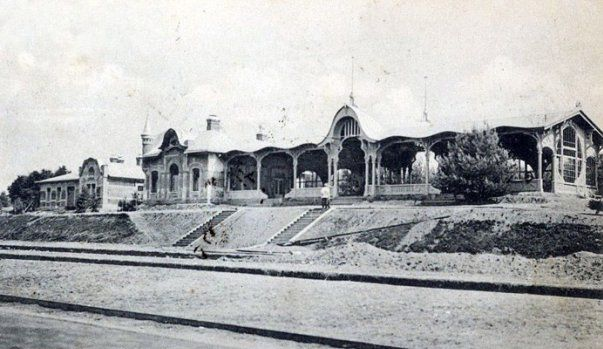
Вокзал станции Покровское-Стрешнево в 1905 году

Движение по железной дороге было открыто 2 июля 1901 года. Первый поезд из Москвы, от временного вокзала на станции Москва-П отправился до станции Ржев-Балтийский. Торжественное открытие Виндавского вокзала состоялось 11 сентября 1901 года, в тот же день отправился первый поезд Москва — Виндава.

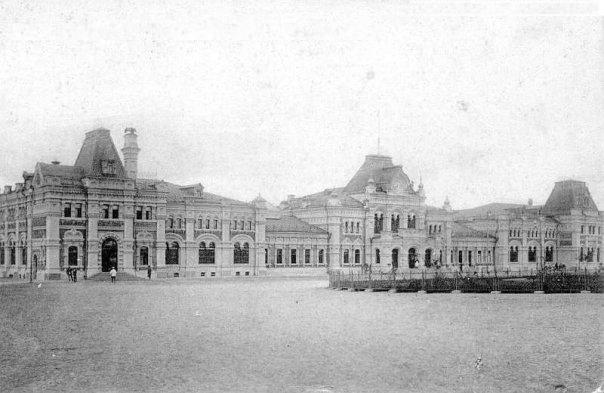
Рижский вокзал в 1901 году

Построенная железная дорога была однопутной, с разъездами. В 1901 году были открыты станции Зыково, Москва-П, Покровское-Стрешнево, Опалиха, Нахабино, Гучково, Манихино и далее Волоколамск, Шаховская, Княжьи Горы, Ржев-Балтийский. Все станции были построены в едином архитектурном стиле. К 1908 году были построены станции Тушино и Павшино.

### 1918—1945 годы
После Октябрьской революции в 1919 году железная дорога была национализирована и передана в ведение НКПС (Народного комиссариата путей сообщения), присоединена к Московско-Белорусско-Балтийской железной дороге. После того, как Латвия обрела независимость, большая часть железной дороги теряет свою значимость. Объёмы пассажирских и грузовых перевозок в 1920—1930-х годах были очень малыми. Пригородные поезда от Рижского вокзала следовали вплоть до Волоколамска.
В 1929 году для нужд Наркомата Обороны СССР была построена железнодорожная ветка Нахабино — Павловская Слобода, переданная в ведение НКПС. От станции Нахабино до Павловской Слободы курсировал паровоз Ов с двумя-четырьмя двухосными пассажирскими вагонами. В 1936 году железная дорога передана в ведение Калининская железной дороге.
В ходе Великой Отечественной войны большая часть железной дороги в Московской области находилась на оккупированной территории — от границ области до станции Снегири включительно. В результате боевых действий большая часть станционных построек от Великих Лук до границ Москвы оказались разрушенными. По состоянию на 2008 год, наиболее полно сохранился комплекс станционных построек и здание депо на станции Подмосковная.

### 1945—1991 годы
В 1945 году был электрифицирован пригородный участок от платформы Ржевская до Нахабина, у западной горловины станции построено моторвагонное депо Нахабино. Перевозки осуществлялись электросекциями типа С, оборот которых производился в парке станции Каланчёвская. Пути Рижского вокзала были электрифицированы лишь в 1951 году.
В 1954 году электрифицирован участок Нахабино — Гучково. 5 января 1955 года была введена в строй электрификация от Гучково до станции Новоиерусалимская. В 1956 году электрифицирован участок Нахабино — Павловская Слобода, а 29 сентября 1959 года было открыто движение по электрифицированному пути от Новоиерусалимской до Волоколамска. Участок Волоколамск — Шаховская электрифицирован в 1991 году, движение электропоездов было открыто 2 июня.
Всё направление электрифицировано постоянным током 3 кВ, участок Волоколамск — Шаховская электрифицирован по упрощённой схеме, предназначенной для движения электропоездов и исключающей движение грузовых составов и поездов дальнего следования.
В 1959 году Московское отделение Рижского направления Калининской железной дороги передано в ведение Московско-Смоленского отделения Московской железной дороги в современных границах — участок от Рижского вокзала до станции Шаховская.
В 1961 году был проложен второй главный путь от станции Гучково до Москвы, в 1966 году — от Дедовска (станция Гучково переименована в 1965 году) до Новоиерусалимской. Через 12 лет, в 1978 году был проложен второй главный путь от станции Холщёвики до Румянцева, а в 1980 — от Новоиерусалимской до Холщёвиков и от Румянцева до Волоколамска.

### 1992—2008 годы
Из-за низкой рентабельности в 1996 году были отменены пригородные поезда на ветке Нахабино — Павловская Слобода, и к 2007 году ветка была разобрана.
После распада СССР произошёл спад пригородного пассажиропотока, в связи с которым были сокращены электропоезда до станций Манихино, Холщёвики, Чисмена, Матрёнино. Накрывшая страну в 1990-х годах волна вандализма привела к отмене большей части электропоездов после 0:00.
Ситуация с грузооборотом и пассажирскими перевозками оказалась во многом схожей с 1920-ми годами. Из-за того, что курорты и морские порты Балтики оказались в суверенной Латвии — существенно уменьшилось количество поездов дальнего следования, отправлявшихся с Рижского вокзала. Однако количество грузовых поездов остаётся большим — настолько, что однопутный участок к западу от Волоколамска работает на пределе своих возможностей. Большинство грузовых поездов следуют транзитом с других направлений и выходят на Рижский ход на станции Манихино.
В 2000-х годах неоднократно озвучивалось предложение закрыть Рижский вокзал, а поезда дальнего следования (на тот момент Рижский вокзал обслуживал всего три пары поездов дальнего следования в сутки) передать на другие вокзалы — Ленинградский или Курский, само здание Рижского вокзала переоборудовать под торговый центр.
18 ноября 2008 года было принято Постановление Правительства Москвы № 1070-ПП «О Генеральной схеме развития Московского железнодорожного узла», которое стало причиной слухов о скорой ликвидации станции Подмосковная и постройке на её месте жилого района. Однако в конце 2012 года ОАО «РЖД» приняло решение о строительстве на станции моторвагонного депо для электропоездов «Ласточка», которые с 2016 года начали курсировать по Московскому центральному кольцу. Современное моторвагонное депо «Подмосковная» было открыто 30 июля 2015 года. В новом депо электропоезда «Ласточка» проходят все виды технического и сервисного осмотра.

### 2008—2024 годы
В 2011 году рассматривалась возможность организации скоростного движения по маршруту Москва — Рига. Договорённость об этом была достигнута на встрече министра экономики Латвии Артиса Кампарса с президентом России Дмитрием Медведевым. Однако проект так и не был реализован.
С 2017 года началась подготовка к включению направления в состав второй линии Московских центральных диаметров. На всех остановочных пунктах от Дмитровской до Нахабина были обновлены платформы, а также открыто несколько новых (Волоколамская и Пенягино). Платформа Ленинградская была перенесена западнее для пересадки на станцию МЦК и была переименована в Стрешнево, полностью перестроен остановочный пункт Опалиха. На некоторых платформах были открыты наземные вестибюли и установлены крыши для удобства пассажиров.
21 ноября 2019 года линия МЦД-2 была открыта для пассажиров, из-за чего сократилось число поездов, идущих на Рижский вокзал, вместо этого теперь идущих в сторону Подольска через Алексеевскую соединительную линию и далее по Курскому направлению.
В 2020 году в связи с пандемией COVID-19 и закрытием границ между странами движение фирменного поезда № 001Р/002Р Москва — Рига было приостановлено на неопределённый срок.
30 апреля 2021 года с Рижского вокзала отправился последний поезд дальнего следования, оставшиеся поезда до Великих Лук и Пскова стали отправляться с Белорусского и Ленинградского вокзалов соответственно.
6 мая 2021 года был открыт остановочный пункт Ржевский мемориал и запущен электропоезд Ласточка по маршруту Москва-Рижская — Муравьёво (через Тушино, Истру, Волоколамск, Шаховскую, Княжьи Горы, Погорелое Городище, Зубцов, Ржев-Балтийский и Ржевский мемориал), целью которого является связать прямым сообщением Москву со Ржевом и другими населёнными пунктами Тверской области по этой дороге.
25 июня 2021 года был открыт остановочный пункт Щукинская, пересадочный на одноимённую станцию метро. В тот же день платформа Покровское-Стрешнево (заменой которой является новый остановочный пункт) была закрыта.
1 марта 2023 года на реконструкцию до осени этого же года был закрыт Рижский вокзал. В результате реконструкции на месте Музея железнодорожной техники будут построены 3 новые островные платформы для пригородных поездов Рижского направления.
2 марта 2023 года был открыт остановочный пункт Марьина Роща с одной островной платформой для поездов МЦД-2. 9 Сентября 2023 года была открыта платформа для МЦД-4, а строительство платформы для поездов на Рижский вокзал всё ещё ведётся.
1 сентября 2024 года после масштабной реконструкции был открыт Рижский вокзал. Для пригородных поездов действует 1 платформа и 2 пути, вторая платформа в стадии высокой готовности, остальные ожидаются как перспектива.

### Перспективы
В ближайшем будущем планируется перенос платформы Дмитровская ближе к путям Савёловского направления для обеспечения удобной пересадки между линиями МЦД-1 и МЦД-2.
Неоднократно поднимался вопрос электрификации участка Шаховская — Муравьёво с целью обеспечения более быстрого и удобного сообщения с Москвой. Однако каких-либо конкретных планов и примерных дат начала работ пока что не имеется.
В рамках развития МЦД-2 планируется строительство III и IV путей на участке Москва-Рижская — Нахабино. После окончания строительства по I и II путям будут следовать электропоезда по маршруту МЦД-2 Нахабино — Подольск, а по III и IV — от Рижского вокзала до станций за Нахабино. Также будет реконструирован Рижский вокзал: музей железнодорожной техники планируют перенести на станцию Лихоборы, а на его месте будут построены новые платформы для приёма дальних электропоездов.

## Современное состояние

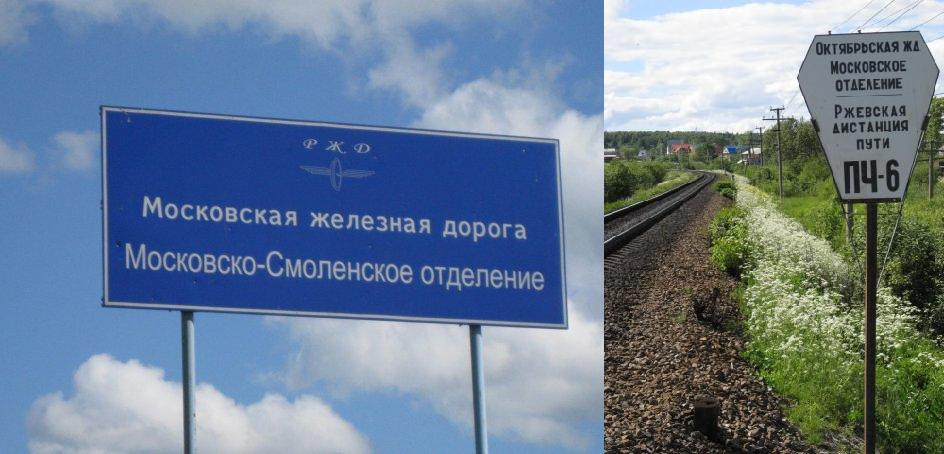
Граница Рижского направления МЖД и ОктЖД, перегон Шаховская — Муриково

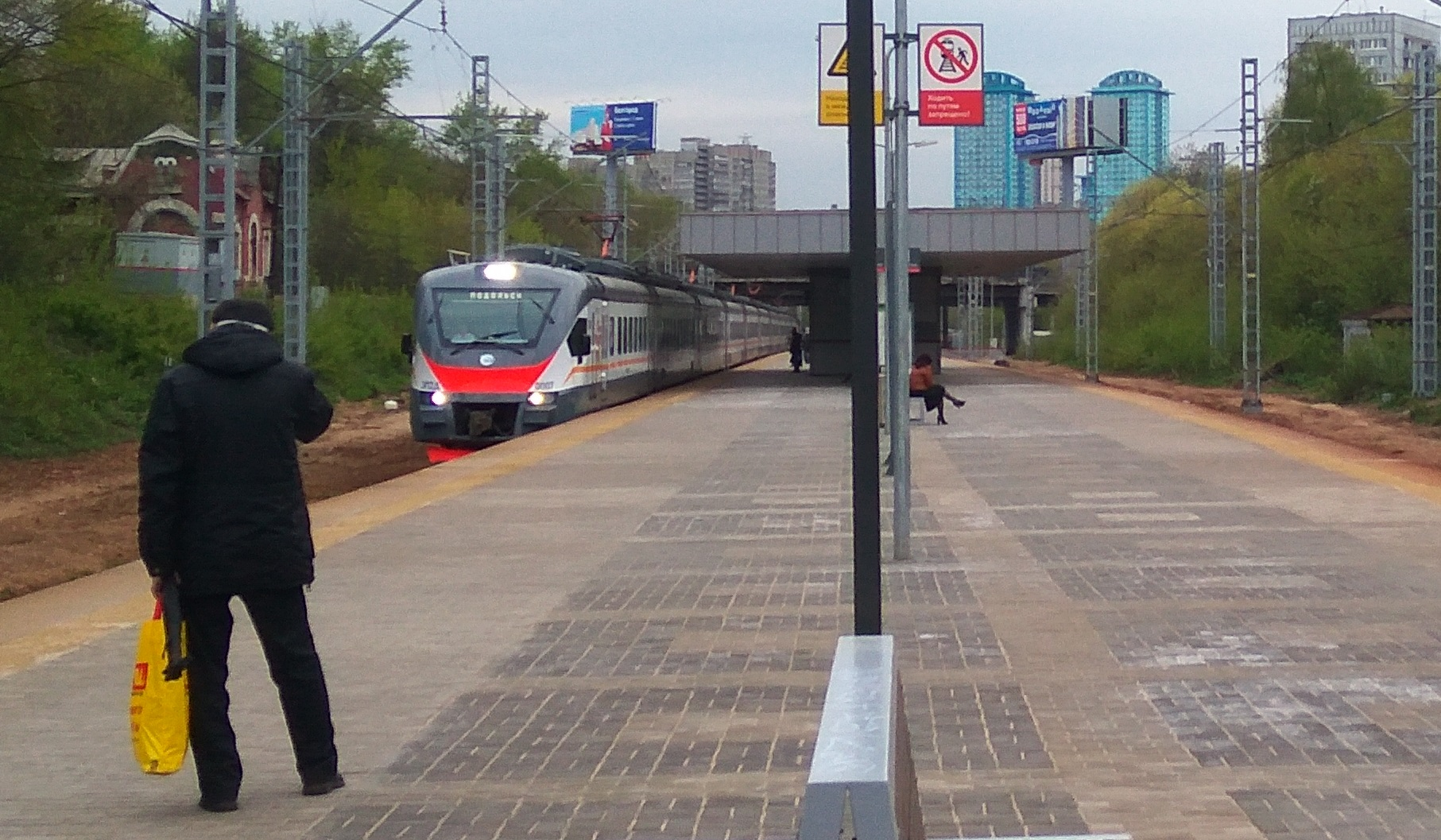
Электропоезд ЭП2Д прибывает на пл. Покровское-Стрешнево(ныне закрыта)

Главный ход двухпутный до станции Волоколамск (за исключением непродолжительного участка между платформой Дмитровская и станцией Москва-Рижская). От Волоколамска до станции Шаховская однопутный электрифицированный ход, на линии длиной около 30 километров присутствуют разъезд Благовещенское и пять остановочных пунктов (ранее существовал и разъезд Бухолово, но затем был разобран и упразднён до остановочного пункта). От Шаховской на Ржев и далее до разъезда Посинь (находится около государственной границы России и Латвии) идёт однопутный неэлектрифицированный участок.
Административно участок от Москвы до Шаховской представляет собой Московско-Рижскую дистанцию пути и входит в состав Московско-Смоленского отделения МЖД (центр — Москва-Пассажирская-Смоленская). Участок от Шаховской до Посини принадлежит Октябрьской железной дороге (граница дорог находится западнее станции Шаховская).
Между платформой Дмитровская и станцией Москва-Рижская находятся пересечения с Алексеевской соединительной ветвью и с Савёловским направлением. Между платформами Стрешнево и Щукинская находится пересечение с Малым кольцом МЖД. Возле узловой станции Манихино-1 Рижское направление пересекает по путепроводу Большое кольцо МЖД, возможна пересадка на электропоезда кольца на самой станции Манихино-1 или пешеходная пересадка от Манихино-1 на платформу 165 км Большого кольца.
Все остановочные пункты оборудованы высокими пассажирскими платформами, рассчитанными на приём двенадцативагонного электропоезда. Также, на участке Волоколамск — Шаховская на некоторых остановочных пунктах сохранились короткие низкие платформы, которые до его электрификации использовались пригородными поездами Волоколамск — Ржев-Балтийский (ныне ходит только от и до Шаховской). На станции Манихино-1 есть дополнительная низкая платформа для обслуживания электропоездов Большого кольца Московской железной дороги.
Остановочные пункты Москва-Рижская, Дмитровская, Стрешнево, Щукинская, Тушинская, Волоколамская, Пенягино,Павшино, Красногорская, Опалиха, Нахабино, Дедовск и Истра оборудованы турникетами на вход и выход пассажиров, остальные без турникетов
Таблички с названиями остановочных пунктов окрашены в корпоративный серо-красный цвет РЖД, ранее были бело-зелёными.

## Движение поездов

### Пассажирское движение

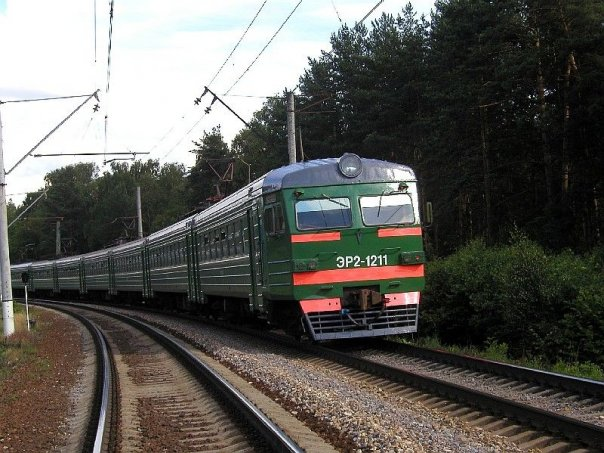
Электропоезд ЭР2-1211 недалеко от пл. Красногорская (2009)

Ежедневно на линии ходят около 70 пар пригородных поездов, часть из которых относится к маршруту МЦД-2 и следуют до станции Нахабино. На Рижский вокзал заходит относительная небольшая часть поездов; большинство поездов идут в сторону Курского вокзала по соединительной ветви и далее транзитом по Курскому направлению в сторону Серпухова / Тулы. На станции Манихино-1 существует пересадка на пригородные поезда Большого кольца МЖД до станций Поварово-2, Кубинка-1 (и далее на Бекасово-1, Сандарово). Направление обслуживается электропоездами моторвагонных депо Нахабино и Перерва.
Станции Москва-Рижская, Нахабино, Дедовск, Новоиерусалимская, Румянцево, Волоколамск и Шаховская являются конечными пунктами маршрутов регулярных пригородных поездов. Самой дальней точкой беспересадочного сообщения на линии является разъезд Муравьёво, куда по выходным ходят  поезда «Ласточка» с Курского вокзала (1 пара в сутки). Помимо того, станции Стрешнево, Тушино (о. п. Тушинская) и Чисмена могут служить конечными остановками для пригородных поездов в случае сокращения маршрутов и ремонтных работ на линии. В разное время станции Манихино-1, Холщёвики и Матрёнино также являлись конечными для нескольких пар пригородных поездов[когда?]

.
1 раз в сутки (в летний период 2 раза) курсирует пригородный поезд Шаховская — Ржев-Балтийский — Шаховская. Также один раз в сутки курсирует пригородный поезд Шаховская — Муравьёво.

### Пригородное сообщение

#### Остановочные пункты
- 44 — общее количество

из них:
- 9 — МЦД-2 (центральная зона, Тройка); Рижский вокзал не является частью МЦД
- 6 — МЦД-2 (пригородная зона, Тройка)
- 9 — (дальняя зона, Тройка)
- 20 — (за пределами зон, где доступна оплата Тройкой)

#### Самые дальние беспересадочные маршруты пригородных электропоездов изМосквы
- Москва — Шаховская

#### Закрытые остановочные пункты
- Покровское-Стрешнево

#### Новые остановочные пункты
- Щукинская
- Волоколамская
- Пенягино
- 50 км
- 133 км
- Москвич
- Подмосковные Дачи

#### Переименованные остановочные пункты
- Ленинградская — Стрешнево
- Тушино — Тушинская
- Крыльцово — 73 км
- 141 км — Москвич
- 149 км — Подмосковные Дачи

#### Соединительная ветвь МЦД-2
- 3 — Дмитровская — Курский вокзал

### Закрытые ответвления с пересадкой
- Железнодорожная ветка Нахабино — Павловская Слобода

### Грузовое движение
Грузовые поезда в основном следуют в сторону северо-запада, в том числе в Санкт-Петербург, ввиду невозможности товарооборота на главном ходе ОКТ ЖД из-за высокоскоростного движения на линии. Зачастую заходят на линию и следуют от станций Манихино-1 (с Большого кольца МЖД) и Подмосковная (с Малого кольца МЖД и погрузочных терминалов)

## Фотогалерея

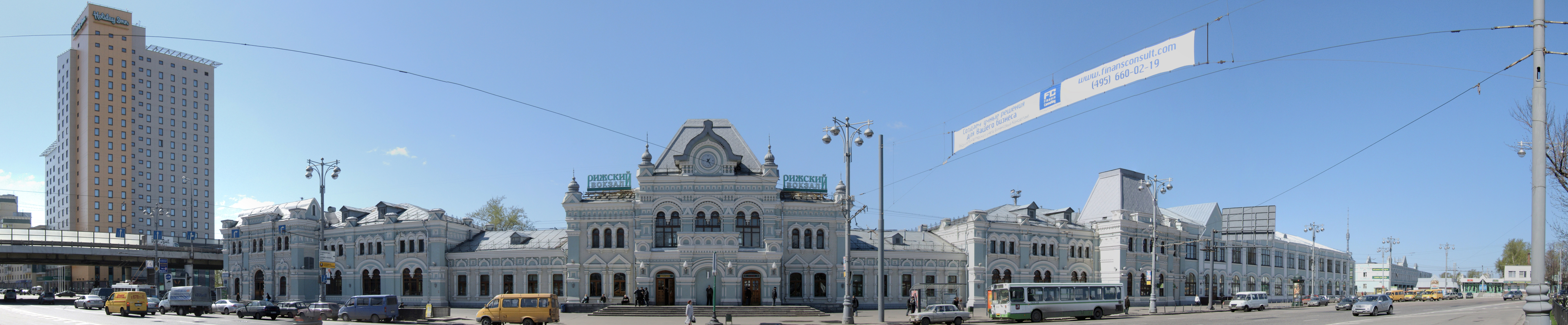
Панорама здания Рижского вокзала

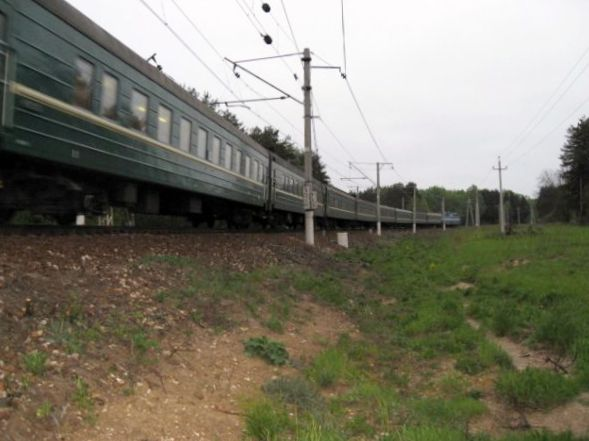
Поезд Москва — Великие Луки
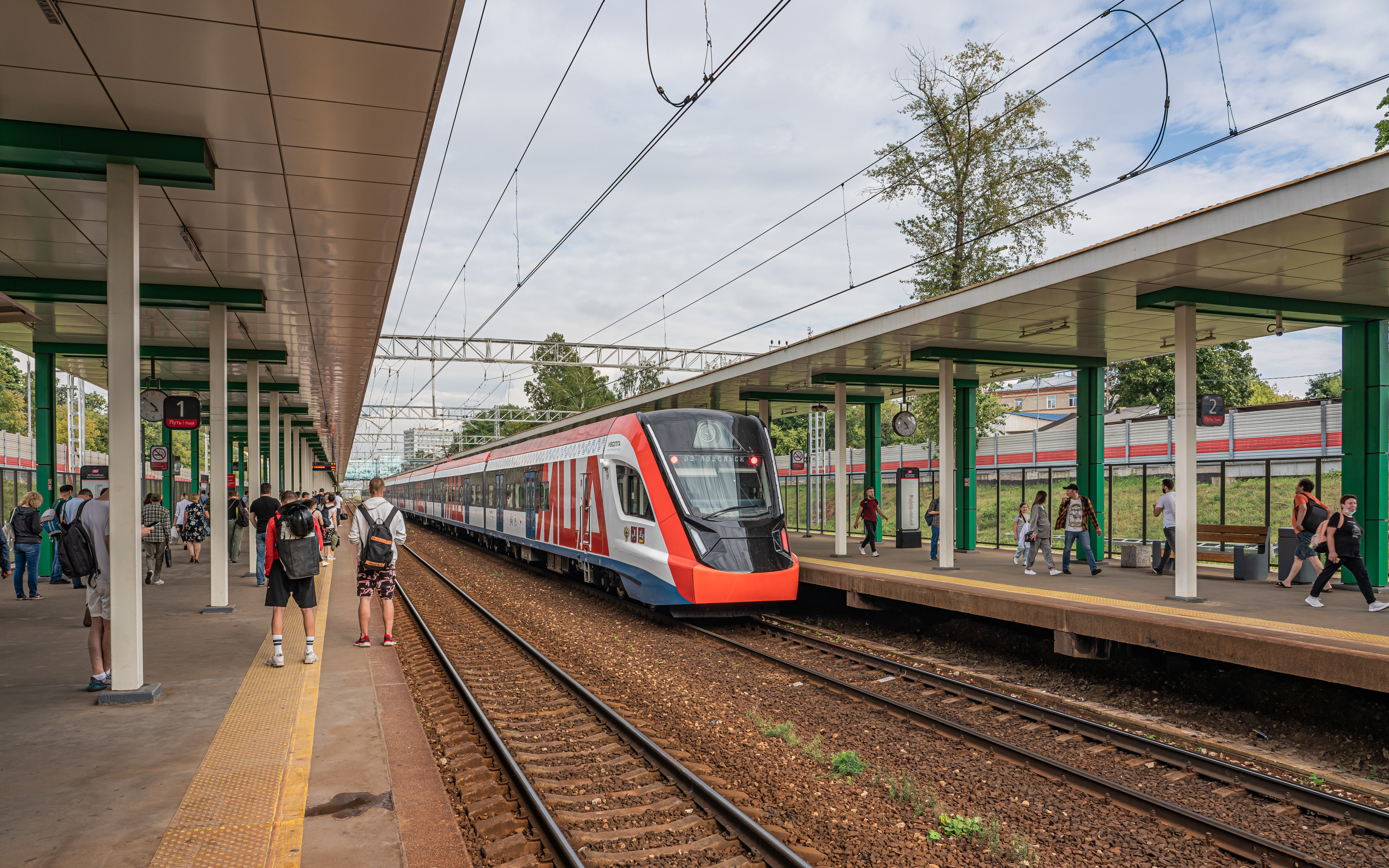
Платформа Стрешнево
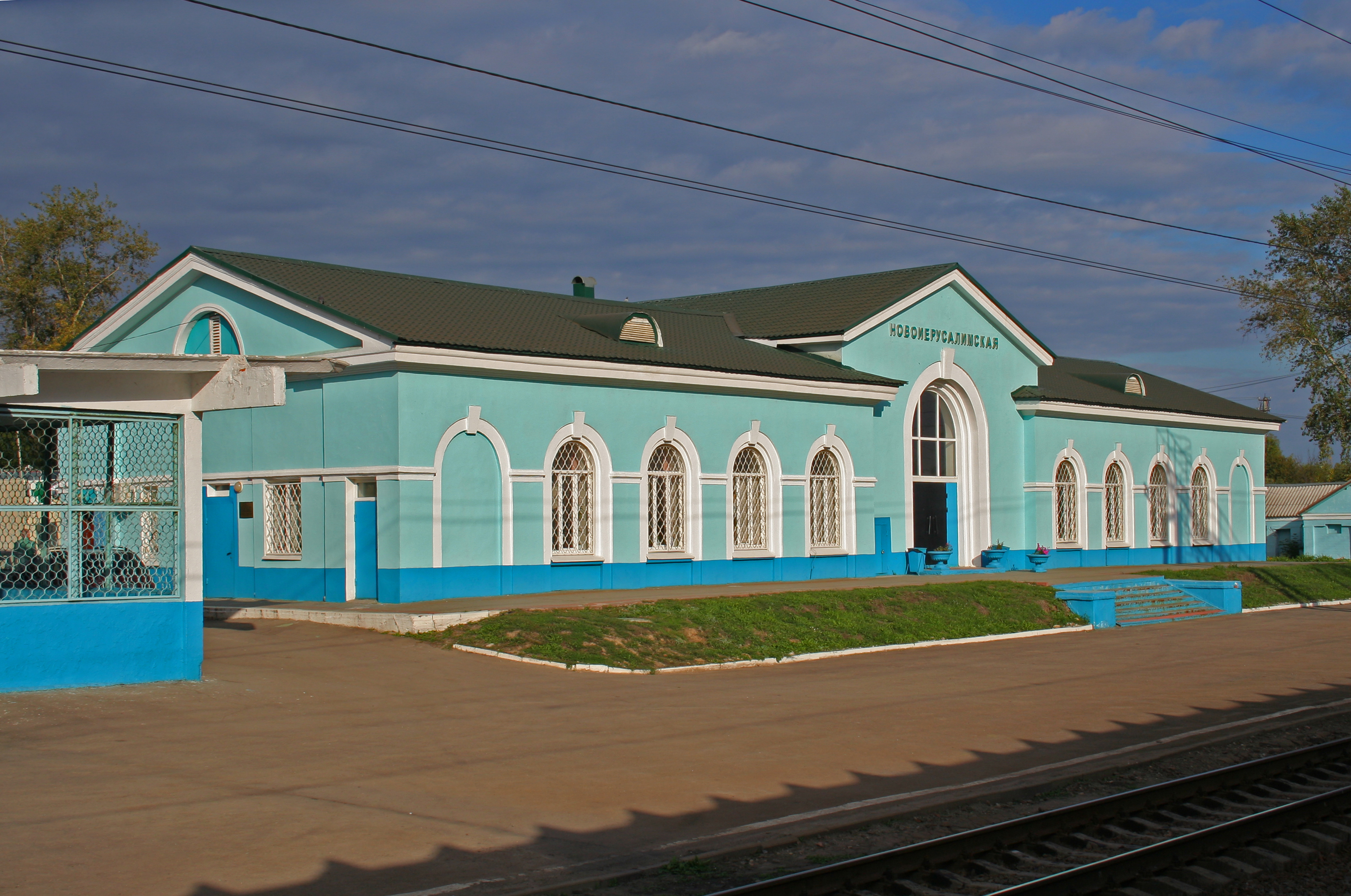
Вокзал станции Новоиерусалимская
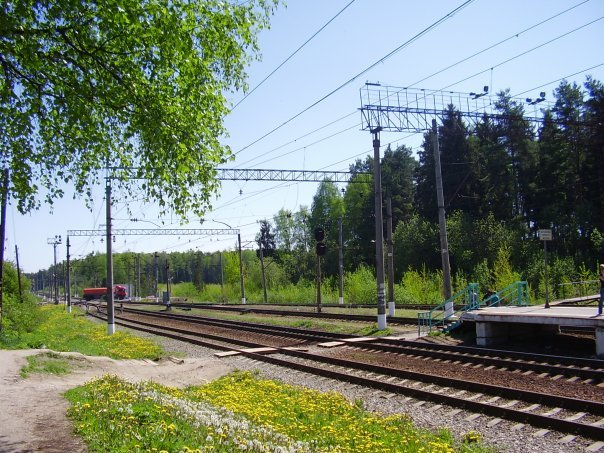
Станция Холщёвики
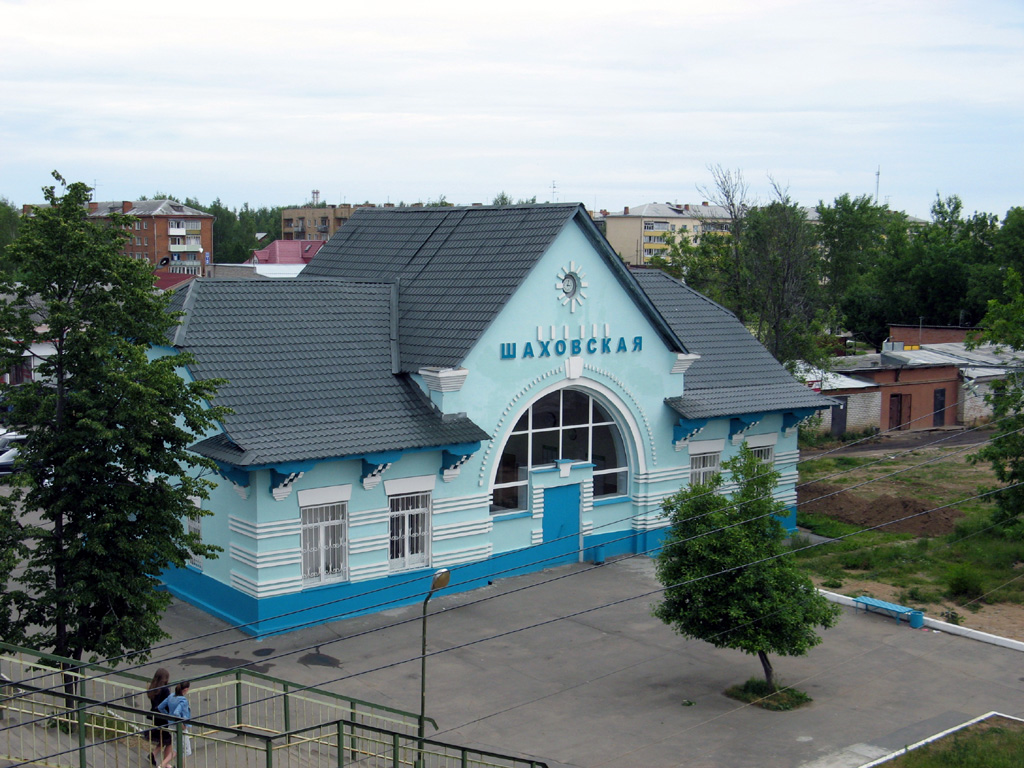
Вокзал станции Шаховская